# Про майбутнє
Про майбутнє: Перспективи людства (англ. On the Future: Prospects for Humanity) — книга 2018 року британського космолога та астронома, королівського астронома Мартіна Ріса. Це коротка «велика концептуальна» книга про можливість загибелі людства, про майбутнє людства та потенційні небезпеки, такі як ядерна війна, зміна клімату, біотехнології та штучний інтелект.

## Ідеї
Як і в іншій своїй книзі «Наша остання година», Ріс попереджає, що людська цивілізація стикається з серйозними екзистенційними ризиками.
Ріс розглядає можливість того, що за 20 років, коли рівень вуглекислого газу й далі зростатиме, а кліматичні моделі покращаться, вдосконалені кліматичні моделі передбачать неминучу катастрофу. У цьому випадку може виникнути політичний тиск з метою негайного застосування погано вивчених методів геоінженерії. Щоб запобігти цьому «кошмарному» сценарію, Ріс виступає за те, щоб ми почали вивчати ці методи зараз, щоб краще розуміти їхні обмеження, ризики та побічні ефекти.
Інші ризики включають ядерну війну, удар астероїда, безконтрольні біотехнології чи штучний інтелект. Ріс виступає за те, щоб країни світу створювали міжнародні організації для якнайкращої співпраці й захисту від таких ризиків, що є складним завданням, враховуючи популістські тенденції проти глобалізму. Деякі вчені, такі як Стівен Гокінг, виступають за колонізацію космосу як спосіб зменшити ризик загибелі людства. У цьому питанні Ріс не погоджується з Гокінгом і критикує колонізацію космосу як «небезпечну оману, коли думають, що космос допоможе втекти від земних проблем».

## Відгуки
«Vanity Fair» оцінив книгу як «несуперечливу… написану у спосіб, доступний широкому загалу, і приправлену моментами заразливого захоплення». «Scientific American» рекомендував цю книгу як «жваву оцінку ролі технологій у формуванні нашого майбутнього». «Engineering & Technology» оцінив її як «коротку, але переконливу». У рецензії «New Statesman» говориться: «Дивно, що те, що здається розширеним есе про стан планети, не виглядає таким гнітючим, як мало б: Ріс подає свій апокаліптичний огляд майбутніх десятиліть, як філософствування на коктейльній вечірці». «Financial Times» назвала книгу «виразно написаною», а «Publishers Weekly» назвав її «далекосяжною, але легко зрозумілою». «Kirkus Reviews» назвав її «Книгою, яку варто прочитати кожному на Землі, кому не байдуже її майбутнє».